# Kemin
Kemin, tidigare Bystrovka, är en distriktshuvudort i Kirgizistan.   Den ligger i oblastet Tjüj Oblusu, i den norra delen av landet, 90 km öster om huvudstaden Bisjkek. Kemin ligger 1 120 meter över havet och antalet invånare är 10 295.
Terrängen runt Kemin är varierad. Runt Kemin är det glesbefolkat, med 10 invånare per kvadratkilometer. Kemin är det största samhället i trakten. Trakten runt Kemin består i huvudsak av gräsmarker.